# Hoya foxii
Hoya foxii är en oleanderväxtart som beskrevs av Kloppenb.. Hoya foxii ingår i släktet Hoya och familjen oleanderväxter. Inga underarter finns listade i Catalogue of Life.